# Limenitis juanna
Limenitis juanna är en fjärilsart som beskrevs av Grose-smith 1898. Limenitis juanna ingår i släktet Limenitis och familjen praktfjärilar. Inga underarter finns listade i Catalogue of Life.